# Christian Bjerknes

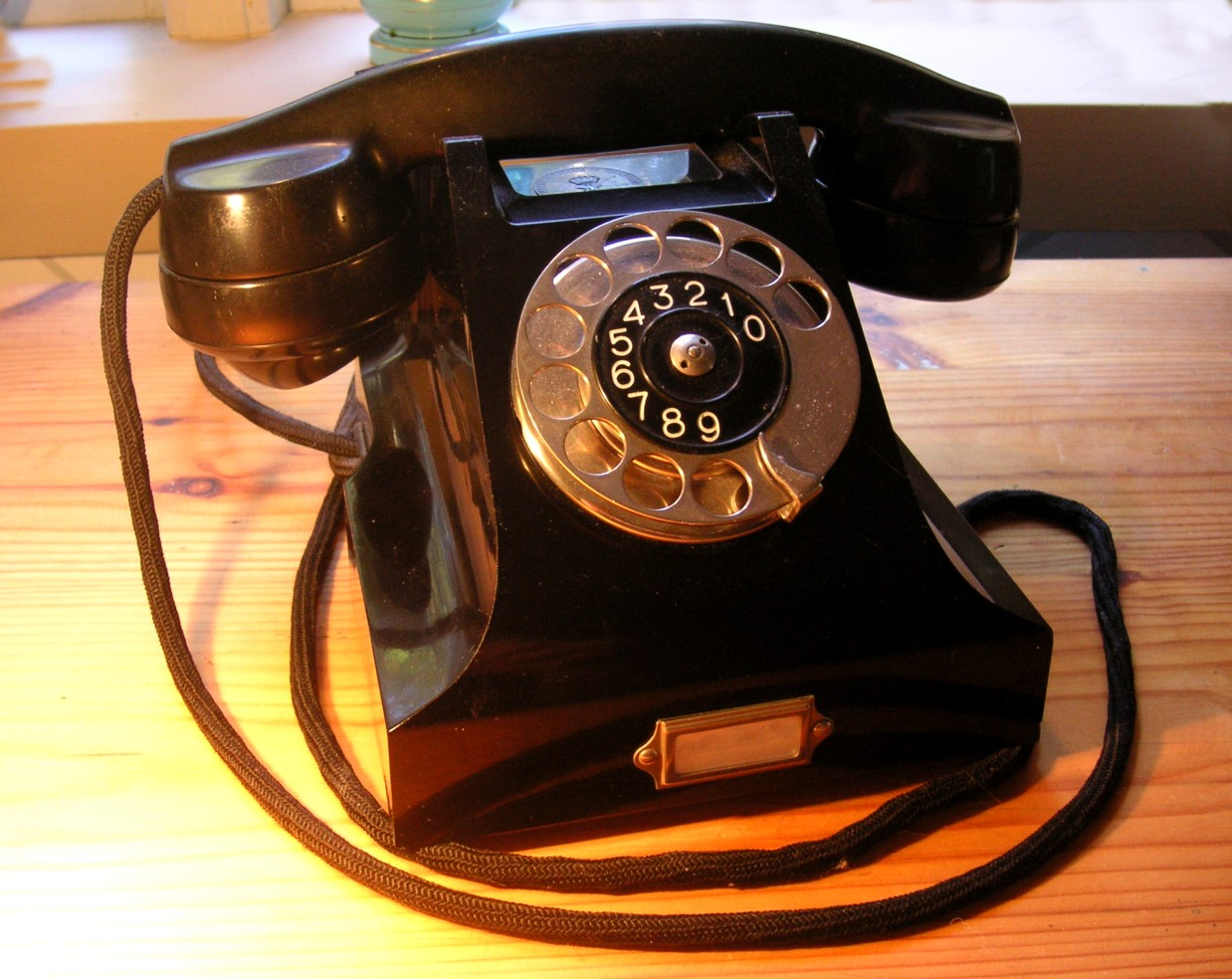
Bakelittelefonen.

Johan Christian Bjerknes, född 1889 i Kongsberg, Norge, död 1983, var en norsk ingenjör och konstruktör. Han stod bland annat bakom utvecklingen av Ericssons bakelittelefon.
Efter skolgången arbetade Bjerknes som lärling vid Kongsberg Våpenfabrikk. 1907 flyttade han till dåvarande Kristiania (nuvarande Oslo) och kom till Elektrisk Bureau (EB), ett företag inom elektronik och telefoni. Under slutet av 1920-talet blev Bjerkens konstruktionschef vid EB och under denna tid fick han idén om den helgjutna bordstelefonen tillverkad av bakelit.
Telefonen formgavs av den norska konstnären Jean Heiberg och var ett samarbetsprojekt mellan EB samt svenska LM Ericsson och Televerket. Telefonen var världens första bakelittelefon med klyka och fingerskiva helt integrerade med apparatkåpan och var mycket modern för sin tid. Den blev standardtelefon i flera länder och tillverkades i över trettio år mellan 1931 och 1962.
Bjerkens stod för 25 patent inom teleteknologin och var även ansvarig för utvecklingen av kombinerade bords- och  väggtelefoner efter 1953. Han belönades 1957 med norska kungens förtjänstmedalj för sin 50 år långa livsgärning.